# UFC Fight Night: Bader vs. Nogueira 2
UFC Fight Night: Bader vs. Nogueira 2（ユーエフシー・ファイトナイト：ベイダー・バーサス・ノゲイラ・ツー、別名UFC Fight Night 100）は、アメリカ合衆国の総合格闘技団体「UFC」の大会の一つ。2016年11月19日、ブラジル・サンパウロ州サンパウロのジナーシオ・ド・イブラプエラで開催された。

## 大会概要
本大会ではライアン・ベイダーとアントニオ・ホジェリオ・ノゲイラによるライトヘビー級戦が組まれた。
ACBライトヘビー級王者ガジムラド・アンティグロフ、キャリア7戦全勝のダレン・スチュワートがUFCデビュー。

## 試合結果

### アーリープレリム
第1試合 ライトヘビー級 5分3R
－  ダレン・スチュワート vs.  フランシマール・バホーゾ －
1R 1:34 ノーコンテスト（故意でないヘッドバット）
第2試合 バンタム級 5分3R
○  ペドロ・ムニョス vs.  ジャスティン・スコギンズ ×
2R 1:55 ギロチンチョーク

### プレリミナリーカード
第3試合 ヘビー級 5分3R
○  ルイス・エンリケ vs.  クリスチャン・コロンボ ×
3R 2:12 ギロチンチョーク
第4試合 バンタム級 5分3R
○  ジョニー・エドゥアルド vs.  マニー・ガンブリャン ×
2R 0:46 TKO（左ジャブ→パウンド）
第5試合 ライトヘビー級 5分3R
○  ガジムラド・アンティグロフ vs.  マルコス・ホジェリオ・ジ・リマ ×
1R 1:07 ギロチンチョーク
第6試合 ミドル級 5分3R
○  セザール・フェレイラ vs.  ジャック・ハーマンソン ×
2R 2:11 肩固め

### メインカード
第7試合 ウェルター級 5分3R
○  セルジオ・モラエス vs.  ザック・オットー ×
3R終了 判定2-1（30-27、28-29、30-27）
第8試合 ウェルター級 5分3R
○  カマル・ウスマン vs.  ワーレイ・アウヴェス ×
3R終了 判定3-0（29-27、30-26、29-28）
第9試合 ミドル級 5分3R
○  クリストフ・ヨトゥコ vs.  ターレス・レイチ ×
3R終了 判定3-0（29-27、30-27、30-27）
第10試合 女子ストロー級 5分3R
○  クラウディア・ガデーリャ vs.  コートニー・ケイシー ×
3R終了 判定3-0（30-27、30-27、30-27）
第11試合 バンタム級 5分3R
○  トーマス・アルメイダ vs.  アルバート・モラレス ×
2R 1:37 TKO（スタンドパンチ連打）
第12試合 ライトヘビー級 5分5R
○  ライアン・ベイダー vs.  アントニオ・ホジェリオ・ノゲイラ ×
3R 3:51 TKO（パウンド）

### 各賞
ファイト・オブ・ザ・ナイト： 該当者なし
パフォーマンス・オブ・ザ・ナイト： トーマス・アルメイダ、セザール・フェレイラ、ガジムラド・アンティグロフ、ペドロ・ムニョス
各選手にはボーナスとして5万ドルが授与された。

### カード変更
負傷などによるカードの変更は以下の通り。